# Bidanî, Ohtîrka
Bidanî (în ucraineană Бідани) este un sat în comuna Rîbalske din raionul Ohtîrka, regiunea Sumî, Ucraina.

## Demografie
Componența lingvistică a localității Bidanî
     Ucraineană (98,31%)
     Belarusă (1,69%)
Conform recensământului din 2001, majoritatea populației localității Bidanî era vorbitoare de ucraineană (98,31%), existând în minoritate și vorbitori de belarusă (1,69%).